# کمک اقتصادی خارجی

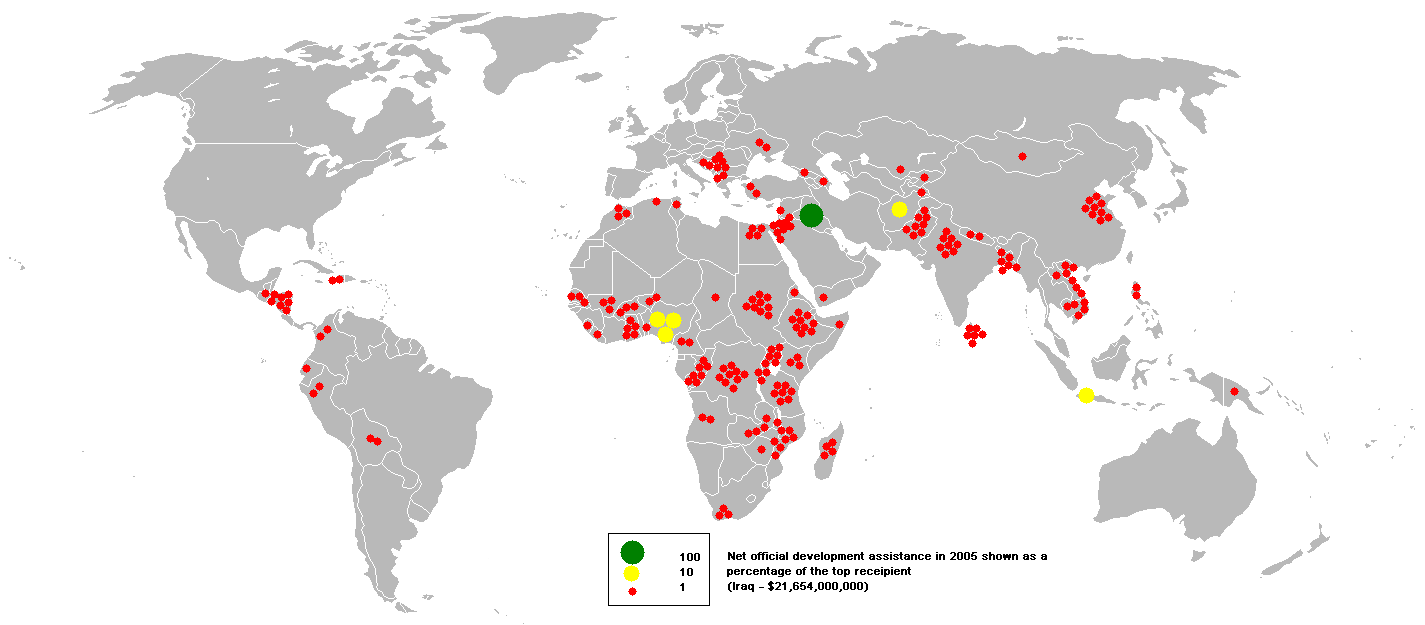
نقشه توزیع کمک‌های اقتصادی توسعه‌ای/عمرانی در سال ۲۰۰۵

کمک اقتصادی خارجی یا کمک خارجی (یا کمک اقتصادی یا مساعدت خارجی) اصطلاحی است در روابط بین‌الملل که (عمدتاً از چشم‌انداز دولت‌ها) به جابجایی و انتقال خودخواسته منابع از یک کشور به کشور دیگر اشاره دارد.  
سازمان همکاری و توسعه اقتصادی آن را با نام کمک‌های رسمی توسعه‌ای (عمرانی) (ODA) به صورت زیر تعریف کرده است: «کمک‌های رسمی توسعه‌ای (عمرانی) دربردارنده جریان منابع به سوی کشورهای در حال توسعه و موسسات چندجانبه است که از سوی نمایندگی‌های رسمی شامل دولت‌های ملی و محلی یا از طریق نمایندگی‎های اجرایی‌شان داده می‌شود. هر تراکنشی در این زمینه باید در آزمونی که در دنباله می‌آید تایید شود: الف) هدف اصلی آن کمک‌ها به گونه‌ای است که متمرکز بر پیشبرد رفاه و توسعه اقتصادی کشورهای در حال توسعه باشد. ب) در ماهیت به صورت امتیاز اعطایی است و دست کم ۲۵٪ آن به صورت هدیه (grant) باشد."
کمک‌های خارجی می‌تواند دو یا چند کارکرد داشته باشد. نخست این که می‌تواند به عنوان یک چراغ راهنما برای تایید دیپلماتیک به شمار بیاید، یا یک ائتلاف نظامی را تقویت کند، یا پاداشی به یک دولت به شمار آید که خواسته دولت اهدا کننده را برآورد کرده باشد. همچنین می‌تواند به گستردن نفوذ فرهنگی کشور اهدا کننده یا فراهم آوردن زیرساخت موردنیاز برای استخراج منابع مورد نیاز کشور اهداکننده و یا دیگر صورتهای دسترسی بازرگانی و تجاری به شمار آید. همچنین کشورها ممکن است به دلایل دیپلماتیک دیگر نیز اقدام به کمک‌های مالی و اقتصادی کنند. با این حال مقاصد نوعدوستانه و دگرخواهانه اغلب دلیل کمک‌های خارجی هستند.
کمک‌های خارجی ممکن است از سوی اشخاص، سازمان‌های خصوصی یا دولت‌ها داده شود. تعریف دقیق آن ممکن است از کشوری به کشور دیگر دگرسان باشد.